# Аналітика
Аналітика (від грец. άναλυτικά ) — основа інтелектуальної, логіко-мисленевої діяльності, спрямованої на рішення практичних завдань. У її основі лежить не стільки принцип констатації фактів, скільки принцип «випередження подій», що дозволяє організації або індивідові прогнозувати майбутній стан об'єкта аналізу.

## Тлумачення поняття
У науковій літературі можна зустріти безліч визначень терміна «аналітика». Наведемо деякі з них:
- методологічна основа процесу обробки інформації;
- методологія пізнання, що використовує для отримання нового знання як строго наукові, так і інтуїтивні методи;
- форма мислення і світовідчуття, що спирається на науковий підхід;
- сутнісне знання про процеси реального світу;
- засіб перетворення інтуїтивних представлень в логічний, раціональний план мислення;
- сукупність методів, за допомогою яких можна виявляти прихований зміст в текстах і реальних соціально-політичних і економічних процесах;
- процес виявлення причинно-наслідкових залежностей і просторово-часових зв'язків в яких-небудь об'єктах;
- процес систематизації змісту за допомогою схематизації, конструювання і моделювання сутнісних елементів і зв'язків;
- процес розділення об'єкта на складові частини і подальшого синтетичного об'єднання їх в певну систему;
- процес виявлення суперечностей в об'єкті пізнання, зведення складного до простого;
- принцип конструктивного спрощення для виявлення форм взаємодії елементів цілого і розкриття внутрішньої структури будь-якого об'єкта вивчення.

## Принципи аналітичної діяльності
Цілеспрямованість — орієнтація аналітичної діяльності на досягнення конкретних цілей вирішуваних завдань (результатів в практичній діяльності).
Системність — комплексний аналіз вирішуваних проблем з урахуванням їх місця, ролі і взаємозв'язків в загальній структурі забезпечення діяльності організації.
Актуальність — аналітична діяльність повинна витікати з потреб практики, мати високу міру важливості в цей момент, в цій ситуації, для розв'язання конкретної проблеми. Окрім цього, дослідження можуть проводитися з питань не таким актуальним нині[коли?] часу, але що має перспективу розвитку, може ускладнити ситуацію в досліджуваній області.
Сучасність — отримання і видача результатів аналітичній діяльності в необхідні терміни, в зручному виді і у формі, призначеній для безпосереднього використання адресатом.
Активність — проведення аналітичної діяльності і видача її результатів незалежно від конкретних запитів користувачів з певним попередженням і елементами прогнозування. Для забезпечення ефективності дослідження потрібне визначення динаміки розвитку ситуації, що вивчається, і передбачення можливих негативних наслідків, встановлення і пояснення закономірностей зміни показників, що характеризують ситуацію, розробка сценаріїв її розвитку і експертне прогнозування.
Ініціативність — виявлення і опис проблем, формулювання завдань і способів їх рішення. Вироблення не лише оцінних результатів, але і конструктивних пропозицій і рекомендацій.
Вірогідність[джерело?] (справжність) — облік істинності початкових даних аналізу, точності використовуваних кількісних даних, міри об'єктивності і обґрунтованості виводів, оцінок, пропозицій.
Об'єктивність — відсутність тенденційності, неупереджене відношення аналітика до дослідження і його результатів.
Повнота — використання усієї наявної інформації, що стосується вирішуваних завдань. При цьому передбачається висунення і перевірка усіх можливих варіантів розвитку подій, версій про суть і причини явища, що вивчається, визначення закономірностей його розвитку.
Безперервність — організація постійно діючого інформаційно-аналітичного моніторингу обстановки, своєчасно і з заданою мірою деталізації того, що відбиває основні зміни в досліджуваній ситуації.
Альтернативність — наявність у кожного співробітника аналітичного підрозділу можливості вільно висловити свою незалежну думку за результатами проведеного дослідження і довести його до вищого за рангом керівництва.
Гнучкість — можливість швидкої адаптації до змін суспільно-політичної обстановки без модифікації структури методів і засобів реалізації аналітичної роботи — суто внаслідок внесення змін до метазмінних.
Аргументованість — отримання аргументованих результатів аналітичної роботи на основі сучасних досягнень науки, ефективних інформаційних і аналітичних технологій, прагнення до об'єктивно істинного і перевіреного знання, використання усього комплексу пізнавальних принципів.